# Bruno Holzträger
Bruno Holzträger (ur. 29 lipca 1916 w Mediaș, zm. 15 listopada 1978 tamże) – rumuński piłkarz ręczny. Uczestnik Igrzysk Olimpijskich w 1936 w Berlinie. Na igrzyskach zagrał w meczu ze Stanami Zjednoczonymi.